# آهارون تاتوریان
آهارون استپانی تاتوریان (ارمنی: Ահարոն Ստեփանի Տատուրյան؛ ۱۹ سپتامبر ۱۸۸۶ - ۱۹۶۵) با نام ادبی «آهارون» یک شاعر ارمنی بود.

## زندگی‌نامه
وی در ۱۹ سپتامبر ۱۸۸۶ در روستای «اوواجیگ» از توابع «پارتیزاگ»، ارمنستان غربی متولد شد. پس از گذراندن تحصیلات ابتدایی در زادگاهش و شهر قسطنطنیه به ایتالیا نقل مکان کرد و در «کالج موراد-رافائلیان» شهر ونیز (۱۹۰۷–۱۹۰۹)، به تحصیل ادامه داد. پس از پایان تحصیلات به قسطنطنیه بازگشت و به کار معلمی پرداخت. در زمان جنگ جهانی اول و نسل‌کشی ارمنی‌ها توسط ترکان جوان عثمانی به بلغارستان گریخت و در سال ۱۹۱۹ به استانبول بازگشت. در سال ۱۹۲۲ به چکسلواکی رفت و از «دانشکده ادبیات دانشگاه پراگ» فارغ‌التحصیل شد. پس از پایان تحصیلات مدتی در کشورهای مختلف زندگی کرد و سرانجام به فرانسه مهاجرت کرد و به کار تدریس پرداخت. مجموعه شعرهای «چرک‌‌‌نوشته‌ها» (۱۹۳۸)، «بوهمی‌ها» (۱۹۳۹)، «جنگل سوها» (۱۹۴۹)، «زمین می‌زاید» (۱۹۵۷)، «در برابر آتش معبدهایم» (۱۹۵۸)، «انجیل سرخ» (۱۹۵۹) از این شاعر منتشر شده‌است. آهارون تاتوریان در سال ۱۹۶۵ در پاریس درگذشت.